# 高野山挙兵
高野山挙兵（こうやさんきょへい）は、慶応3年12月12日（1868年1月6日）に陸援隊等が侍従・鷲尾隆聚を擁して高野山で挙兵した事件。高野山義軍。

## 経緯
慶応3年12月8日（1868年1月2日）、陸援隊は岩倉具視から、鷲尾隆聚を擁して高野山において挙兵して紀州藩に対抗する密命を受けた。親藩の紀州徳川家は佐幕派であり、武装上洛して旧幕府派勢力の巻き返しを図っているとの情報があったため、大政奉還後大坂城に移った徳川慶喜との緊張状態が続く中、王政復古を画策していた岩倉らは紀州藩の動きを強く警戒していた。これに関して陸援隊では前日の12月7日に京都油小路の旅籠天満屋において紀州藩士三浦休太郎を襲撃するが殺害に失敗している（天満屋事件）。

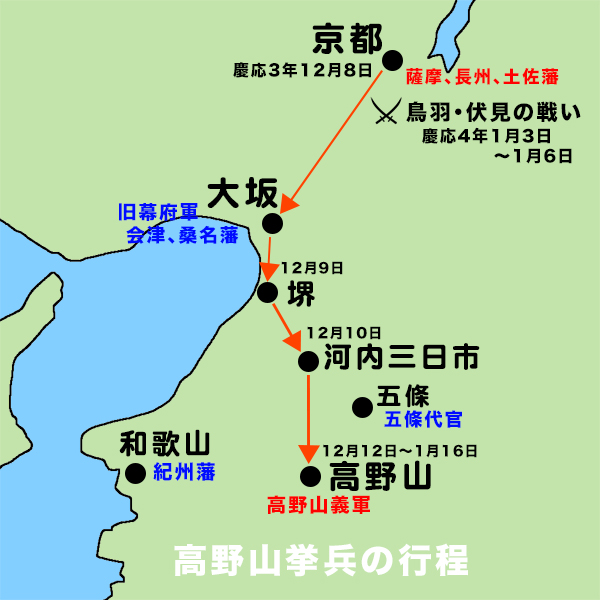
高野山挙兵の行程

当時、鷲尾隆聚は謹慎中であったが陸援隊隊士香川敬三の手引きで邸を脱すると高野山に向かった。田中光顕や岩村高俊らの陸援隊士は銃100挺を土佐藩白川邸から無断で持ち出して、十津川郷士らと共に高野山へ向かった。一行は淀川を船で降って大坂へ出て、9日に堺、10日に河内三日市を経て11日に紀州へ入った。土佐藩ではこの動きを止めるために後を追うが、田中らは勅命（岩倉が発した偽勅）を受けており、また出発の翌日12月9日には王政復古の大号令が発せられ、この行動を追認する。
同年12月12日（1868年1月6日）、高野山に到着した鷲尾と陸援隊士らは金光院を本陣に定め錦旗を掲げて100名程度で挙兵し、紀州藩を始めとする周辺の諸藩に使者を送り王政復古した朝廷への恭順を迫った。これを知った者達が続々と参集し、軍勢は1,300人程度まで膨らんだ。16日、紀州藩では抵抗することなく鷲尾に使者を送り朝廷への恭順の意を示し、周辺国の諸藩も朝廷に服した。
慶応4年1月3日（1868年1月27日）から6日にかけての鳥羽・伏見の戦いに際して、高野山に滞陣して紀州・大和方面の諸藩を牽制し、大坂の旧幕府軍との連携を断った。新政府軍が勝利した後の1月16日（1868年2月9日）に鷲尾らは高野山を引き払い京都に帰還した。義軍参加者は御親兵に編入されたり、その後の戊辰戦争に従軍した。